# 사바 까마르
사바 까마르(우르두어: صبا قمر, 영어: Saba Qamar, 1984년 4월 5일 ~ )는 파키스탄의 배우이다.

## 출연 작품
- 힌디 미디엄 (2017)